# Schlanker Schnepfenfisch
Der Schlanke Schnepfenfisch (Macroramphosus gracilis) ist eine Art der Schnepfenfische und weltweit in allen tropischen und subtropischen Meeren verbreitet. Er kommt von der Ostküste Afrikas durch den gesamten Indischen Ozean und den tropischen Pazifik bis an die Küste Kaliforniens vor. Aus dem Atlantik ist er unter anderem von Florida und Kuba bekannt. Seinen Verbreitungsschwerpunkt hat der Fisch zwischen 45° nördlicher und 40° südlicher Breite.

## Merkmale
Der Schlanke Schnepfenfisch besitzt einen mäßig hohen, seitlich stark abgeflachten Körper und eine auffällige, lang ausgezogene und röhrenförmige Schnauze. Er erreicht eine Körperlänge von 15 Zentimeter. Die Farbe ist meist silbrig mit einem rosa oder grünlichen Schimmer. Der Schlanke Schnepfenfisch besitzt eine zweiteilige Rückenflosse, wobei die erste von vier bis sieben Hartstrahlen gestützt wird und der zweite Stachel prominent verlängert ist. Die zweite Rückenflosse stützen 10 bis 13, die Afterflosse 18 bis 19 Weichstrahlen. Die Wirbelzahl liegt bei 23 bis 24, die der Branchiostegalstrahlen bei vier.

## Lebensweise
Die Fische leben in großen Schulen bodennah in Tiefen von 50 bis 500 Meter (meist zwischen 50 und 150 Meter). Sie ernähren sich von bodenbewohnenden wirbellosen Tieren. Eier und Larven sind plaktonisch.